# 宁波经济
宁波经济兴起于南宋。当时，大批南迁人口为宁波带来了先进的文化和技术，使得宁波的农业生产有了大幅度的进步。 北方的战事又使得宁波港的地位得到了提高。 明清时期，宁波作为重要的港口，其繁荣程度与国家对外贸易的大政方针紧密相关。鸦片战争之后，由于上海的兴起，太平天国的战乱以及西方商人对市场的占领，宁波经济有了较大的倒退。改革开放之后，宁波由于深水港的开发和个体、私营经济的发展再度繁荣。
目前，宁波是长江三角洲经济区南翼重要的商业中心，中国重要的港口城市。宁波个体私营经济发达，纺织、化工、汽车、家电、机械、文具为宁波工业中的重要部门。宁波舟山港为中国货物吞吐量最大的港口。与此对应，临港工业和对外贸易对宁波经济的贡献巨大。进入21世纪，宁波经济日益出现城市制造业空心化的倾向，大量企业开始外迁。对此，宁波市相关决策部门提出发展“总部经济”的构想，通过培养本地优秀企业形成本土化的总部经济中心。 作为此构想的一部分，宁波南部商务区于2005年启动建设，其目标是成为宁波的总部商务基地。目前，已有50余家具有实力的企业进驻。

## 港口与航运

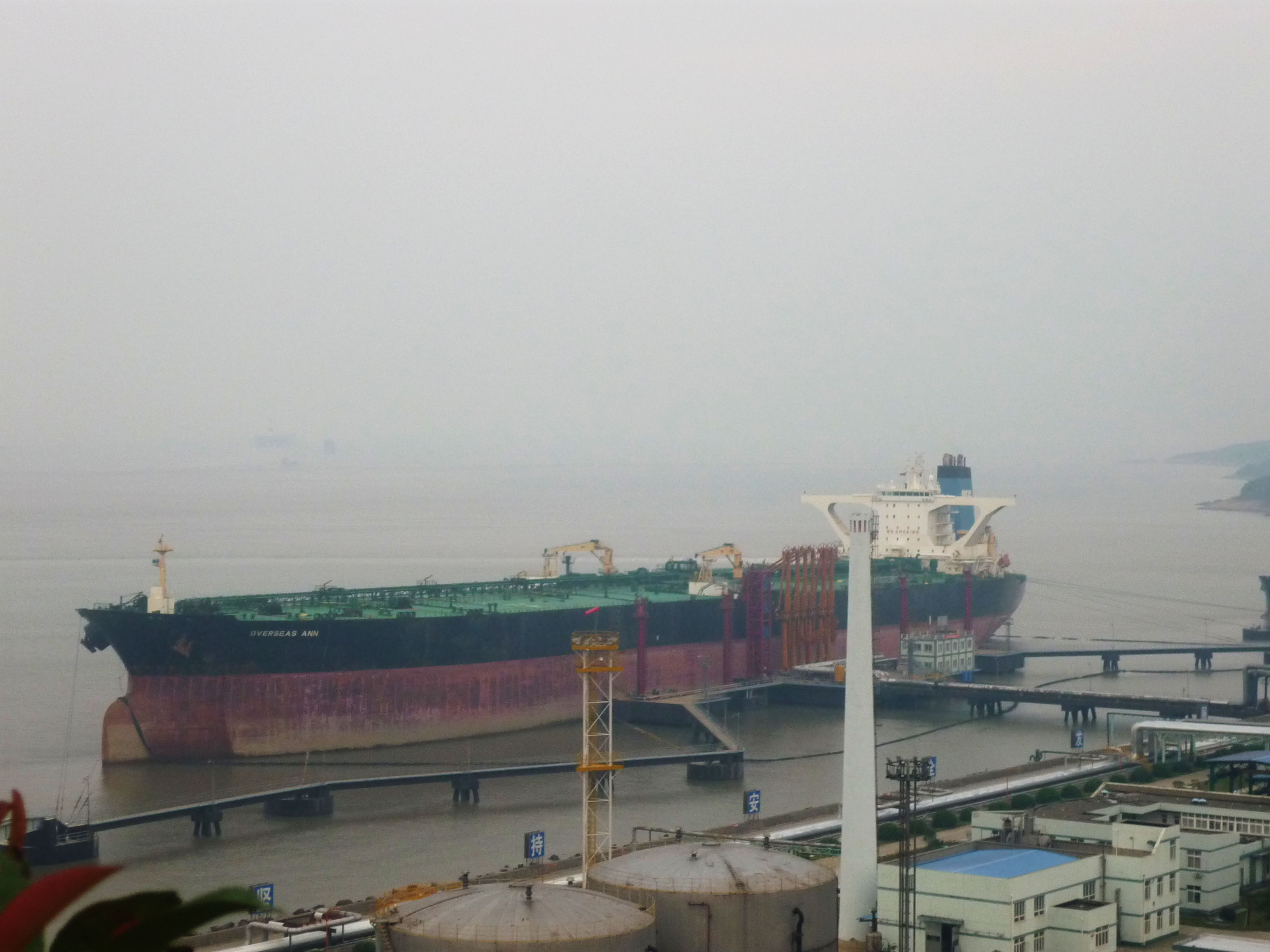
大榭港区原油码头

宁波出现港口的历史可以追溯到春秋时期。当时的句章港是重要的军港。唐代，明州港是全国最大的开埠港，对日贸易发达，文化交流频繁。宋代，明州港与泉州港、广州港并列为中国三大对外贸易港口，为海上丝绸之路的重要出发点。明代，宁波港由于倭寇侵扰和海禁政策走向衰落。清代鸦片战争以后，南京条约将宁波划为通商口岸。但是，由于上海港的崛起，宁波港未能得到较好的发展。直到1973年，镇海港区开始建设，宁波港开始由内河港走向河口港。1979年1月10日，北仑港开始建设，宁波港开始转变为海港。1989年北仑港区被确定为中国大陆重点开发建设的四个国际深水中转港之一。2006年1月1日，宁波舟山港正式启用，原“宁波港”和“舟山港”名称不再使用，成为中国大陆第一个跨地市港口。
宁波港口的发达得益于优良的自然条件和地理位置。自然条件方面，宁波港以舟山群岛为屏障，码头建设无需设置防波堤。进港水深超过18.2米，可开发的深水岸线超过120公里。地理位置方面，宁波处于中国大陆海岸线的中部，向外可在1000海里内到达香港、釜山、神户等港口，向内可以通过长江和京杭大运河到达中国内陆地区。
目前，宁波舟山港宁波港域（即原宁波港）共设有甬江港区、北仑港区、大榭港区、穿山港区、梅山港区、象山港区、石浦港区共七个港区，最大泊位吃水深度22.5米，可停靠25万吨级轮船。主要经营的项目为集装箱、煤炭、原油、成品油、矿石、杂货等。宁波保税区、梅山保税港区等保税区域为港区提供税收优惠政策。 大碶疏港高速公路和铁路北仑支线为港区直接提供交通运输服务。 穿山疏港高速公路和宁波铁路集装箱中心站正在建设中。

## 工业

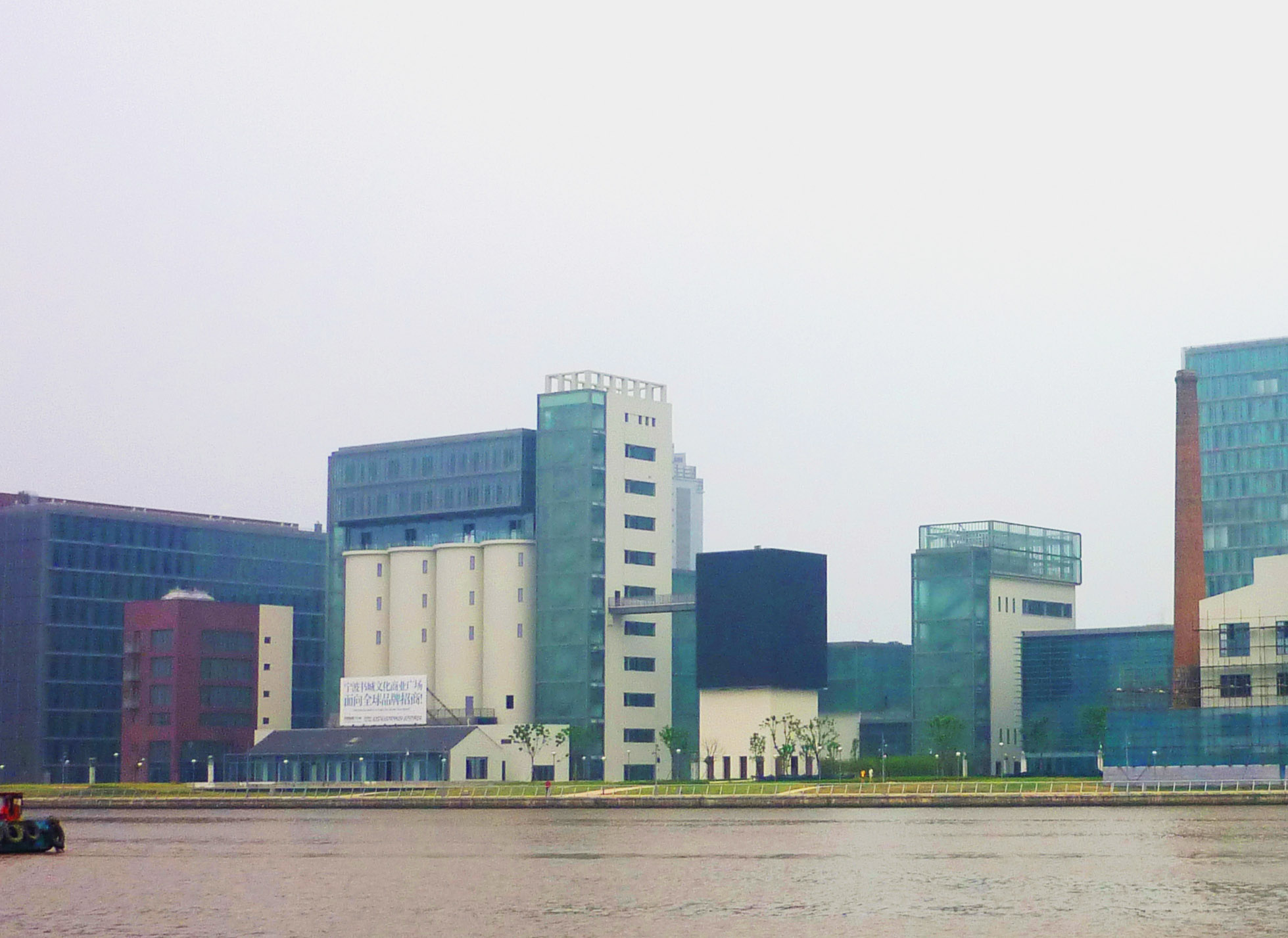
太丰面粉厂旧址。工厂建筑经改造后属于宁波书城所有

宁波的近代工业起步于1886年。尽管宁波商人较早地参与全国各地的工业化进程，但是宁波本地的工业发展却一直滞后。中华人民共和国成立之前，宁波有“三支半烟囱”的说法。这“三支半烟囱”指的是和丰纱厂、太丰面粉厂、永耀发电厂和通利源榨油厂。 中华人民共和国成立后，在相当长的时期内，由于军事和政治的原因，宁波工业仍然维持着旧有的水平。这一现象直至20世纪70年代中叶开始有所改观，宁波港、浙江炼油厂（即镇海炼化）、镇海电厂等大型工业项目先后开建或改建，宁波的工业面貌开始改观。 更大的改观来自改革开放之后。由于外商投资的放开和宁波港口优势的显现以及个体私营经济的活跃，宁波工业开始迅速发展。

宁波规模以上工业企业产值分布（按行业）

寧波規模以上工業企業產值分佈（按行業）

宁波工业的主要门类为石油化工、纺织、机械、冶金、电子、建材等。 其中，化工、纺织服装、机械为宁波工业的三大支柱。 宁波化工主要以石油化工、化工原料、橡胶、塑料和染料的生产为主。主要的化工企业有镇海炼化、LG甬兴等。位于镇海区澥浦镇的宁波石化经济技术开发区（原名宁波化学工业区）是宁波重要的化工基地。位于北仑区的宁波经济技术开发区和大榭开发区也是重要的化工基地。 宁波纺织和服装工业较为发达。由于纺织工业多依托私营经济，宁波纺织工业的区域集中度较高。毯类、针织、服装辅料生产规模在中国大陆位居前列。宁波的服装业由来已久，红帮裁缝曾是近代中国服装业的先驱。2006年，宁波的服装产量占到中国大陆服装产量的12%。宁波主要的服装产品为西服、衬衫、针织产品，并在这些产品的生产中出现了雅戈尔、杉杉、罗蒙等著名品牌。 宁波的机械工业也较为发达，主要的优势产品为注塑机、汽车零部件、液压元器件、微型轴承等。 其中，宁波注塑机整机产量占到中国大陆的60%，生产企业达到上百家，并形成了完善的产业配套。

## 农业与渔业

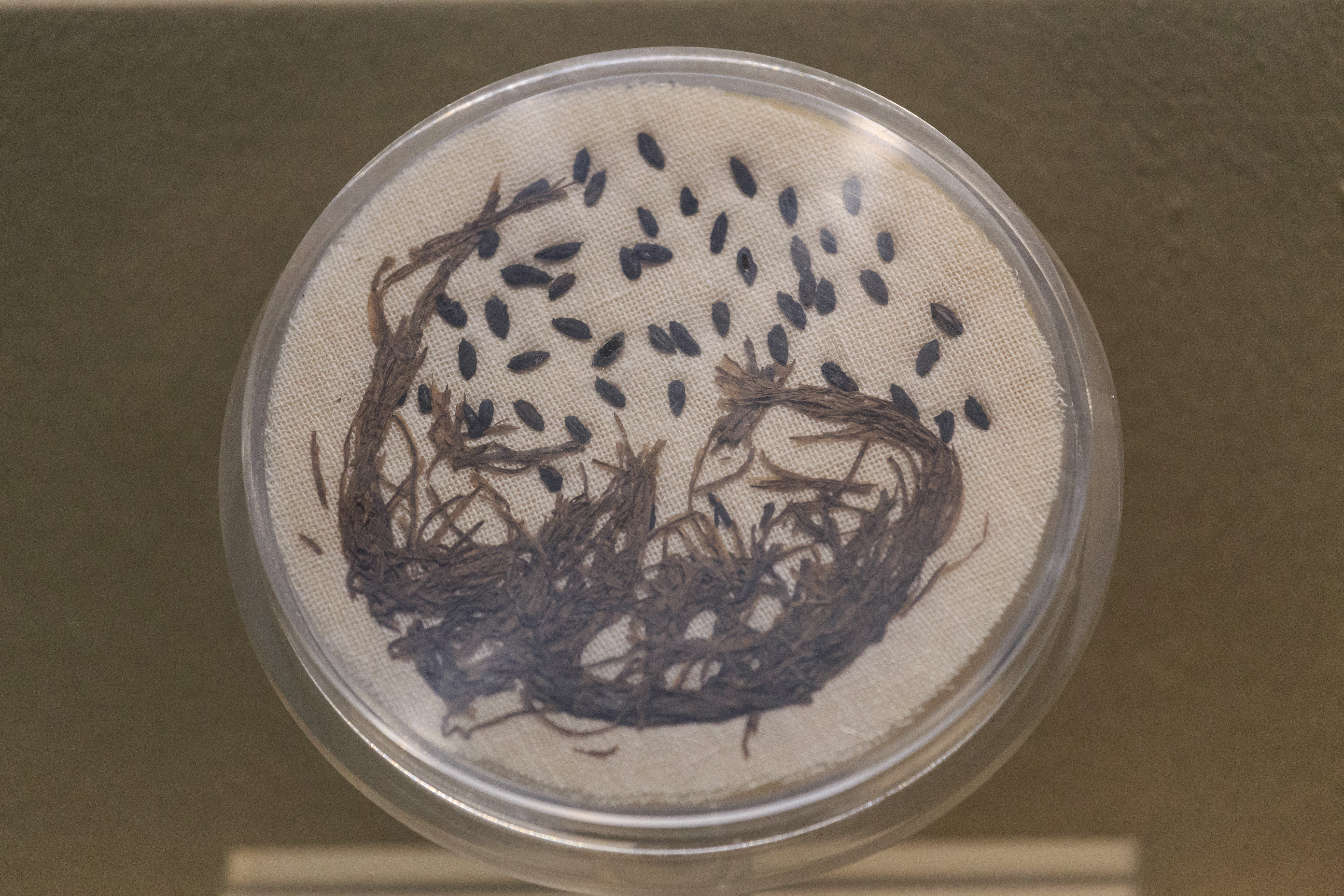
河姆渡出土的稻谷和稻粒

宁波地区的农业史可以追溯到河姆渡文化的稻谷种植，而棉花的种植开始于700多年以前。由于气候湿润，雨量丰富，宁波种植业发达。2004年，全市共拥有耕地33.81万公顷，林地42万公顷，河湖4.9万公顷，浅海43.3万公顷，滩涂9.6万公顷。2004年，宁波粮食总产量83.73万吨。
宁波主要的经济作物为蔺草、水果、茶叶、花卉等，而养殖业主要的产品为水产、禽蛋、生猪等。在此基础上形成了一系列特产，例如奉化水蜜桃、奉化芋艿头、余姚杨梅、鄞县蔺草等。
由于面朝东海，同时河湖资源丰富，宁波的渔业也非常发达。宁波渔业主要以海洋捕捞、海水养殖和淡水养殖为主，主要海产品为带鱼、黄鱼、鲳鱼、乌贼等。随着东海渔业资源的衰竭，宁波的海洋捕捞业正日渐走下坡路。象山县是著名的渔业大县，形成了以渔文化为中心的文化产业。每年9月举行的中国开渔节是重要的节庆活动。

## 商业

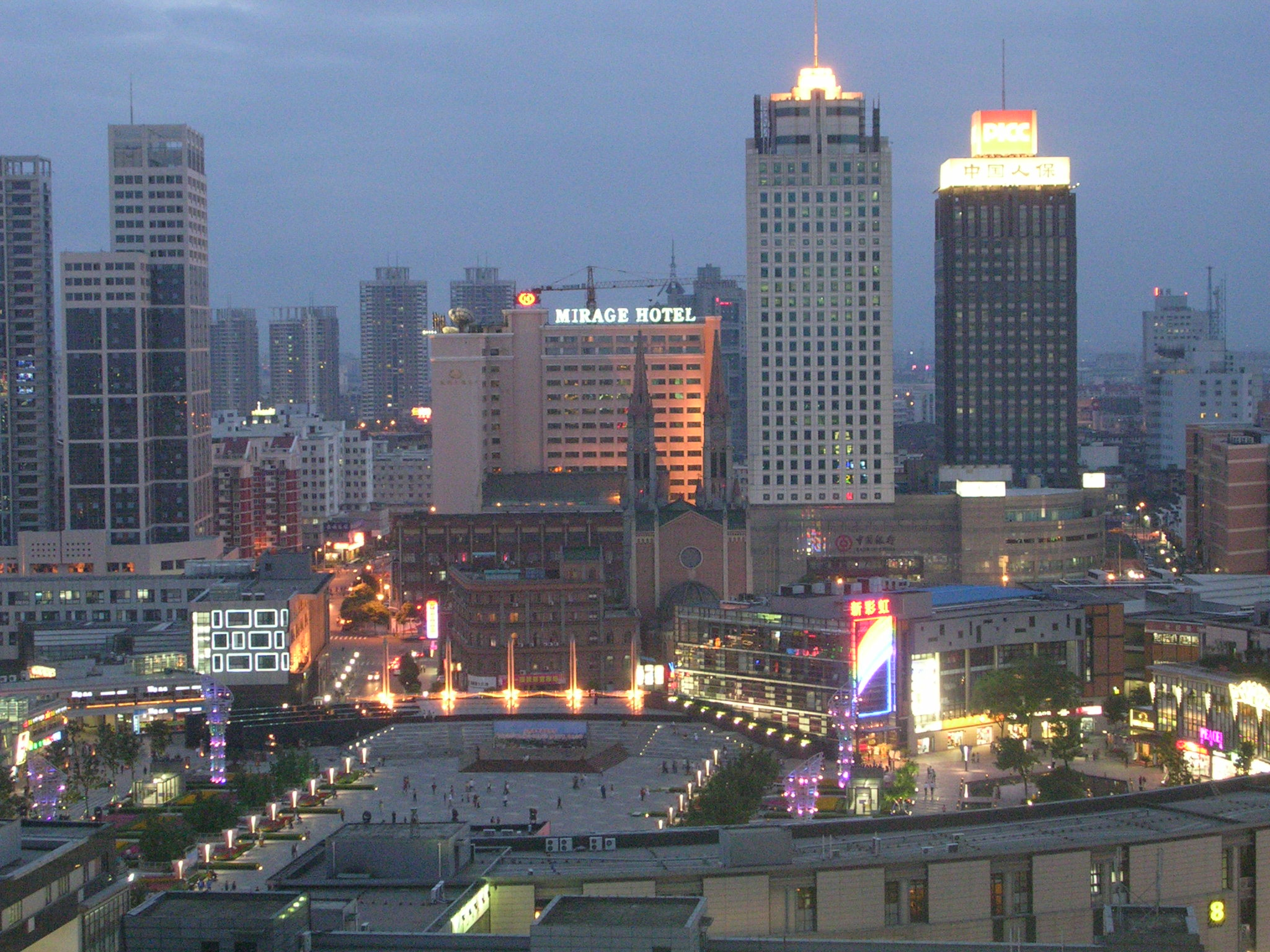
天一广场

宁波的商业史由来已久。宁波商帮曾是中国十大商帮之一，并且是唯一成功进行近代化转型的地方商业团体。19世纪末，宁波江厦一带半边街的海产品，双街的咸货和糖行街的南北货交易都十分发达。 目前，宁波的批发零售业占宁波第三产业的比重最大，2009年这一比值达到22.9%。三江口商圈是宁波最重要的商圈，其中的中山东路商业带有“浙东商业第一街”之称。 位于此商业带，建成于2002年10月的天一广场被誉为宁波的“商业航母”。和义大道购物中心是宁波奢侈品销售的重要门户。 除三江口之外，其他区域近年来也涌现出不少商业中心。位于鄞州新城区的万达商圈也已经形成，其中包含万达广场和联盛商业广场，是宁波目前规模最大的城市综合体。 此外，以老外滩、月湖盛园、舟宿夜江为代表的结合历史文化因素的休闲消费场所也日渐兴起。
目前，宁波的零售业主要的本地连锁超市品牌为三江购物俱乐部和加贝购物中心。来自中国大陆其他地区的超市品牌，如物美、农工商等也在宁波市场有一席之地。而进入宁波的外资超市主要有家乐福、麦德龙、沃尔玛、乐购、好又多、欧尚等。 而商品交易行业则以专业市场为主，综合市场为辅。年成交超过亿元人民币的市场达到124个，其中专业市场占83个。 较著名的专业市场有宁波轻纺城、余姚中国塑料城、江北浙东汽配市场、象山水产城等，较著名的综合市场有路林综合市场、华东物资城等。
由于商业的规模和质量，宁波自2004年起连续多年入选福布斯中国最佳商业城市榜前十名。

## 金融业

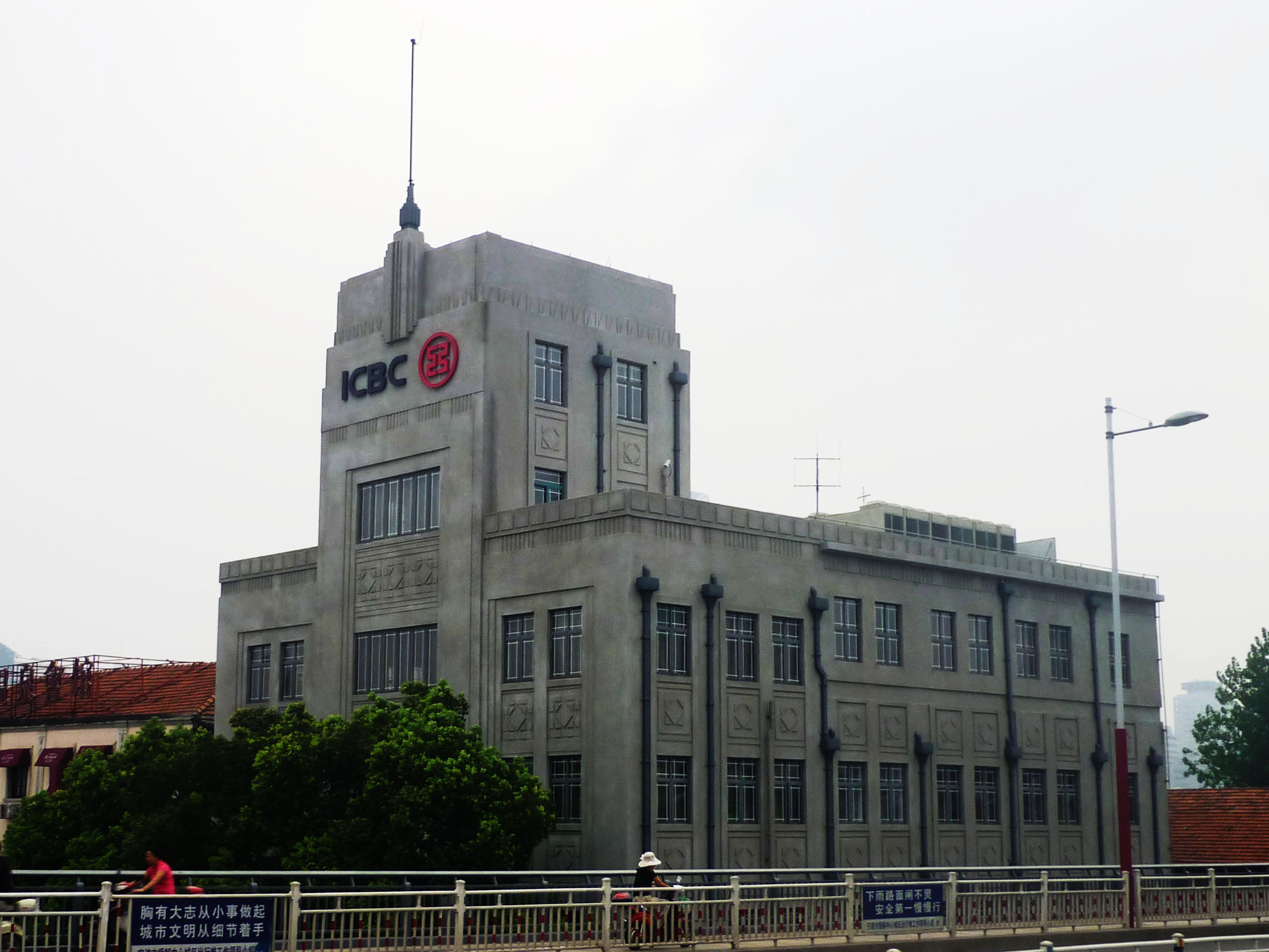
中国通商银行宁波分行旧址

宁波本土金融业从钱庄起步。宁波钱庄业起步于17世纪初，当时位于江厦的钱行街是宁波钱庄集中之处。太平天国时期，由于贵金属运输被切断，宁波本地钱庄开始出现过账制度，资金收支不必使用现金，而通过钱庄汇转，各钱庄在钱业会馆实行统一清算。从此，宁波传统的钱庄业开始向现代银行业转变。 而宁波商帮中也曾涌现出以秦润卿、虞洽卿为代表的大批金融界人士。
目前，宁波境内拥有四大国有商业银行（中国银行、中国工商银行、中国农业银行和中国建设银行），平安银行、浦发银行等12家股份制商业银行和上海银行、北京银行等多家城市商业银行分行。宁波银行是宁波本土上市银行，在中国大陆其他地区设有多家分行，2008年不良贷款率为中国大陆上市银行中最低。 宁波民营资本进入银行业的现象非常普遍。鄞州银行是中国大陆首家由民营资本控股的股份合作制银行，而宁波各地小额贷款公司达到14家，大部分为民营。 此外，不少农村信用社经过产权改革，成为农村商业银行，其中的代表为宁波甬城农村商业银行、慈溪农村商业银行和北仑农村商业银行。

## 对外贸易
宁波是中英南京条约规定的五个通商口岸之一，也是1984年中国14个沿海开放城市之一。长期的对外贸易传统和邻近深水良港的优势使宁波成为外贸强市，一般贸易出口额占中国大陆一般贸易出口总额的5.5%，在中国大陆省、自治区和计划单列市中处于前十位。对外贸易对宁波经济的影响巨大，宁波经济外向度 超过110%，出口依存度 超过70%。全市四分之一的就业人口从事与外贸相关的工作，外贸企业超过10000家，年进出口额上亿美元的企业超过100家。主要出口产品为机电产品、纺织服装和轻工工艺产品。

## 会展
会展业是宁波服务业中的一大特色。2008年，宁波共举办会展276个，被中国会展杂志社评为中国宏观管理最佳会展城市。 会展业在为宁波带来投资的同时，也拉动了宁波的消费。 在宁波举行的重要会展活动有浙江投资贸易洽谈会（浙洽会）、中国国际日用消费品博览会（消博会）、宁波国际服装服饰博览会等。
中国国际日用消费品博览会简称“消博会”，英文简称CICGF，由中华人民共和国商务部和浙江省人民政府主办，是中国大陆规模最大的消费品博览会。自2002年起，消博会每年6月8日至12日在宁波举行。在举办实体展会的同时，消博会也提供了“网上消博会”的平台，为企业提供服务。 消博会会徽由代表五大洲的五人组成皇冠形，寓意展会的国际化和综合性。吉祥物以拨浪鼓人化的“小拨郎”为蓝本，每届展会加以变化形成。
浙江投资贸易洽谈会简称“浙洽会”，由浙江省人民政府主办，每年6月8日至12日在宁波举行。首届举办于1999年，是浙江省综合性对外展览会。2002年之后，浙洽会与消博会同时举行。
宁波国际服装服饰博览会简称“服博会”，由宁波市人民政府和中国国际贸易促进委员会、中国服装协会等机构主办，为中华人民共和国商务部A级展会。服博会是宁波国际服装节的组成部分，在服装节期间举行，主要进行产业交流、产品展示和趋势发布等活动。

## 开发区与产业集聚区
宁波拥有开发区、高新区、保税区、保税港区、保税物流园区、出口加工区等各种类型开发区共21个。其中，宁波国家高新区是中国国家级高新技术产业开发区，梅山保税港区是中国第五个保税港区。这些开发区极大地促进了宁波的对外开放水平。

### 宁波经济技术开发区
宁波经济技术开发区（英文缩写：NETD）又名宁波开发区，成立于1984年10月，是中国建立最早的国家级开发区之一。开发区位于北仑区，北仑港腹地，总面积29.6平方公里。目前拥有埃克森美孚、可口可乐、英国石油、飞利浦、三菱、伊藤忠、三星等跨国公司投资。主要发展方向为临港工业、机械装备制造、光电信息和汽车制造。

### 宁波国家高新区
宁波国家高新区全称宁波国家高新技术产业开发区，位于鄞州区新明街道和梅墟街道。宁波国家高新区成立于1999年，原名宁波市科技园区，2007年1月成为中国国家级高新技术产业开发区。 开发区重点发展项目为材料、新能源、软件和微电子。 目前，该区域为宁波市政府派出机构管辖，行政上享有县级社会行政管理职能。

### 宁波保税区
宁波保税区（英文缩写：NFTZ）成立于1992年11月，是浙江省内唯一的保税区。目前与宁波出口加工区和宁波保税物流园区一同运作。宁波保税区位于北仑港南侧，总面积2.3平方公里。 宁波出口加工区于2004年3月12日封关运作，位于宁波经济技术开发区内，总面积3平方公里。 宁波保税物流园区于2006年4月运作，位于宁波港四期集装箱港区内，主要承担国际中转、采购和贸易。

### 宁波石化经济技术开发区
宁波石化经济技术开发区原名宁波化学工业区，位于镇海区蛟川街道和澥浦镇海岸，是中国国家化工新材料高新技术产业化基地。宁波化工区成立于1998年8月，2006年3月成为省级开发区，2011年1月6日成为国家级经济技术开发区，主要发展炼油、乙烯、合成材料、高分子产品和精细化工。主要企业有镇海炼化、LG甬兴、中金石化等。 在获得经济利益的同时，带来的环境问题也颇受居民的关注。